# .mx
.mx je internetová národní doména nejvyššího řádu pro Mexiko.
Pod logem registrátora se píše: „.mx je nový způsob jak říct Mexiko“.

## Domény druhé úrovně
Registrace v zóně .mx je možná na 3.úrovni pod následujícími doménami:
- .com.mx – Komerční stránky, bez restrikcí
- .net.mx – ISP a síťoví operátoři, omezeno na kvalifikované subjekty
- .org.mx – Neziskové organizace
- .edu.mx – Vzdělávací instituce
- .gob.mx – Vládní federální, státní a místní instituce